# Mistrovství Evropy v basketbalu mužů 1967
15. mistrovství Evropy  v basketbalu proběhlo v dnech 28. září – 8. října ve Finsku.
Turnaje se zúčastnilo 16 týmů, rozdělených do dvou osmičlenných skupin. První dva postoupili do play off o medaile, družstva na třetím a čtvrtém místě hrála o páté až osmé místo, pátý a šestý tým hrál o deváté až dvanácté místo, sedmý a osmý tým hrál o třinácté až šestnácté místo. Mistrem Evropy se stalo družstvo Sovětského svazu.

## Výsledky a tabulky

### Základní skupiny

#### Skupina A
|    |            | TCH   | POL   | FIN   | ROM    | YUG   | ESP    | BEL   | NED   | V | P | Skóre   | B  |
| 1. | ČSSR       | ***   | 90:75 | 49:54 | 69:61  | 74:66 | 98:65  | 92:72 | 78:68 | 6 | 1 | 55:461  | 13 |
| 2. | Polsko     | 75:90 | ***   | 80:68 | 75:58  | 69:65 | 88:71  | 98:68 | 69:65 | 6 | 1 | 554:485 | 13 |
| 3. | Finsko     | 54:49 | 68:80 | ***   | 57:51  | 59:68 | 76:69  | 82:62 | 83:70 | 5 | 2 | 479:449 | 12 |
| 4. | Rumunsko   | 61:69 | 58:75 | 51:57 | ***    | 75:73 | 88:85p | 77:74 | 83:64 | 4 | 3 | 493:497 | 11 |
| 5. | Jugoslávie | 66:74 | 65:69 | 68:59 | 73:75  | ***   | 83:68  | 73:66 | 96:46 | 4 | 3 | 523:457 | 11 |
| 6. | Španělsko  | 65:98 | 71:88 | 69:76 | 85:88p | 68:82 | ***    | 89:76 | 79:71 | 2 | 5 | 526:579 | 9  |
| 7. | Belgie     | 72:92 | 68:98 | 62:82 | 74:77  | 66:73 | 76:89  | ***   | 82:70 | 1 | 6 | 500:581 | 8  |
| 8. | Nizozemsko | 68:78 | 65:69 | 70:83 | 64:83  | 46:96 | 71:79  | 70:82 | ***   | 0 | 7 | 454:570 | 7  |

#### Skupina B
|    |           | URS    | BUL   | ITA    | ISR    | GRE    | FRA    | HUN   | GDR   | V | P | Skóre   | B  |
| 1. | SSSR      | ***    | 84:61 | 105:91 | 93:65  | 82:41  | 108:52 | 85:54 | 83:67 | 7 | 0 | 640:431 | 14 |
| 2. | Bulharsko | 61:84  | ***   | 73:71  | 78:61  | 64:66  | 65:67  | 66:58 | 68:66 | 4 | 3 | 475:473 | 11 |
| 3. | Itálie    | 91:105 | 71:73 | ***    | 70:67  | 74:58  | 47:42  | 73:80 | 64:55 | 4 | 3 | 490:480 | 11 |
| 4. | Izrael    | 65:93  | 61:78 | 67:70  | ***    | 91:81p | 75:68  | 60:56 | 74:67 | 4 | 3 | 493:513 | 11 |
| 5. | Řecko     | 41:82  | 66:64 | 58:74  | 81:91p | ***    | 78:69  | 69:60 | 56:69 | 3 | 4 | 449:509 | 10 |
| 6. | Francie   | 52:108 | 67:65 | 42:47  | 68:75  | 69:78  | ***    | 56:51 | 68:56 | 3 | 4 | 422:480 | 10 |
| 7. | Maďarsko  | 54:85  | 58:66 | 80:73  | 56:60  | 60:69  | 51:56  | ***   | 59:55 | 2 | 5 | 418:464 | 9  |
| 8. | NDR       | 67:83  | 66:68 | 55:64  | 67:74  | 69:56  | 56:68  | 55:59 | ***   | 1 | 6 | 435:472 | 8  |

### Semifinále
| 7. října 1967 19:00 | Zpráva | Československo             | 82 – 79 | Bulharsko |  | Helsingin Jäähalli, Helsinky |
| 7. října 1967 19:00 | Zpráva | Skóre po poločasech: 42:40 |         |           |  | Helsingin Jäähalli, Helsinky |
| 7. října 1967 19:00 | Zpráva | Bobrovský 17               | Body    | Dimov 28  |  | Helsingin Jäähalli, Helsinky |

| 7. října 1967 20:30 | Zpráva | SSSR                       | 108 – 68 | Polsko   |  | Helsingin Jäähalli, Helsinky |
| 7. října 1967 20:30 | Zpráva | Skóre po poločasech: 57:30 |          |          |  | Helsingin Jäähalli, Helsinky |
| 7. října 1967 20:30 | Zpráva | Polivoda 24                | Body     | Malec 16 |  | Helsingin Jäähalli, Helsinky |

### Finále
| 8. října 1967 20:30 | Zpráva | Československo             | 77 – 89 | SSSR      |  | Helsingin Jäähalli, Helsinky Rozhodčí: Erwin Kassai (HUN), Kostas Dimou (GRE) |
| 8. října 1967 20:30 | Zpráva | Skóre po poločasech: 30:40 |         |           |  | Helsingin Jäähalli, Helsinky Rozhodčí: Erwin Kassai (HUN), Kostas Dimou (GRE) |
| 8. října 1967 20:30 | Zpráva | Zídek 25                   | Body    | Volnov 23 |  | Helsingin Jäähalli, Helsinky Rozhodčí: Erwin Kassai (HUN), Kostas Dimou (GRE) |

### O 3. místo
| 8. října 1967 19:00 | Zpráva | Bulharsko                  | 76 – 80 | Polsko     |  | Helsingin Jäähalli, Helsinky |
| 8. října 1967 19:00 | Zpráva | Skóre po poločasech: 40:42 |         |            |  | Helsingin Jäähalli, Helsinky |
| 8. října 1967 19:00 | Zpráva | Pandov 23                  | Body    | Lopatka 21 |  | Helsingin Jäähalli, Helsinky |

### O 5.–8. místo
| 7. října 1967 19:00 | Zpráva | Itálie                     | 57 – 63 | Rumunsko   |  | Tampereen Jäähalli, Tampere Rozhodčí: Lars-Erik Parsbro (SWE), Lazar Kamenik (BUL) |
| 7. října 1967 19:00 | Zpráva | Skóre po poločasech: 28:36 |         |            |  | Tampereen Jäähalli, Tampere Rozhodčí: Lars-Erik Parsbro (SWE), Lazar Kamenik (BUL) |
| 7. října 1967 19:00 | Zpráva | Masini 23                  | Body    | Iecheli 28 |  | Tampereen Jäähalli, Tampere Rozhodčí: Lars-Erik Parsbro (SWE), Lazar Kamenik (BUL) |

| 7. října 1967 20:30 | Zpráva | Finsko                     | 73 – 60 | Izrael         |  | Tampereen Jäähalli, Tampere |
| 7. října 1967 20:30 | Zpráva | Skóre po poločasech: 35:30 |         |                |  | Tampereen Jäähalli, Tampere |
| 7. října 1967 20:30 | Zpráva | Pilkevaara 22              | Body    | Cohen-Mintz 10 |  | Tampereen Jäähalli, Tampere |

### O 5. místo
| 8. října 1967 15:30 | Zpráva | Finsko                     | 64 – 71 | Rumunsko   |  | Tampereen Jäähalli, Tampere |
| 8. října 1967 15:30 | Zpráva | Skóre po poločasech: 33:41 |         |            |  | Tampereen Jäähalli, Tampere |
| 8. října 1967 15:30 | Zpráva | Laanti 17                  | Body    | Iecheli 23 |  | Tampereen Jäähalli, Tampere |

### O 7. místo
| 8. října 1967 14:00 | Zpráva | Izrael                     | 72 – 74 | Itálie       |  | Tampereen Jäähalli, Tampere Rozhodčí: Vladimír Novotný (TCH), Semjon Afanasjev (URS) |
| 8. října 1967 14:00 | Zpráva | Skóre po poločasech: 40:41 |         |              |  | Tampereen Jäähalli, Tampere Rozhodčí: Vladimír Novotný (TCH), Semjon Afanasjev (URS) |
| 8. října 1967 14:00 | Zpráva | Cohen-Mintz 21             | Body    | Recalcati 16 |  | Tampereen Jäähalli, Tampere Rozhodčí: Vladimír Novotný (TCH), Semjon Afanasjev (URS) |

### O 9.–12. místo
| 7. října 1967 15:00 | Zpráva | Jugoslávie                 | 75 – 69 | Francie     |  | Helsingin Jäähalli, Helsinky |
| 7. října 1967 15:00 | Zpráva | Skóre po poločasech: 37:36 |         |             |  | Helsingin Jäähalli, Helsinky |
| 7. října 1967 15:00 | Zpráva | Cvetković 14               | Body    | Staelens 22 |  | Helsingin Jäähalli, Helsinky |

| 7. října 1967 16:30 | Zpráva | Řecko                             | 95 – 99 | Španělsko   |  | Helsingin Jäähalli, Helsinky Rozhodčí: Erwin Kassai (HUN), Jakob Handelsman (ISR) |
| 7. října 1967 16:30 | Zpráva | Skóre po poločasech: 45:41, 85:85 |         |             |  | Helsingin Jäähalli, Helsinky Rozhodčí: Erwin Kassai (HUN), Jakob Handelsman (ISR) |
| 7. října 1967 16:30 | Zpráva | Kolokythas 43                     | Body    | Emiliano 28 |  | Helsingin Jäähalli, Helsinky Rozhodčí: Erwin Kassai (HUN), Jakob Handelsman (ISR) |

### O 9. místo
| 8. října 1967 16:30 | Zpráva | Jugoslávie                 | 101 – 73 | Španělsko   |  | Helsingin Jäähalli, Helsinky Rozhodčí: Dan Chiriac (ROM), Pieter Leegwater (NED) |
| 8. října 1967 16:30 | Zpráva | Skóre po poločasech: 46:24 |          |             |  | Helsingin Jäähalli, Helsinky Rozhodčí: Dan Chiriac (ROM), Pieter Leegwater (NED) |
| 8. října 1967 16:30 | Zpráva | Ražnatović 15              | Body     | Monsalve 18 |  | Helsingin Jäähalli, Helsinky Rozhodčí: Dan Chiriac (ROM), Pieter Leegwater (NED) |

### O 11. místo
| 8. října 1967 15:00 | Zpráva | Francie                    | 74 – 69 | Řecko         |  | Helsingin Jäähalli, Helsinky |
| 8. října 1967 15:00 | Zpráva | Skóre po poločasech: 31:31 |         |               |  | Helsingin Jäähalli, Helsinky |
| 8. října 1967 15:00 | Zpráva | Gilles 22                  | Body    | Kolokythas 22 |  | Helsingin Jäähalli, Helsinky |

### O 13.–16. místo
| 7. října 1967 15:00 | Zpráva | Maďarsko   | 76 – 71 | Nizozemsko |  | Tampereen Jäähalli, Tampere |
| 7. října 1967 15:00 | Zpráva | Nyitrai 22 | Body    | Pastor 20  |  | Tampereen Jäähalli, Tampere |

| 7. října 1967 16:30 | Zpráva | Belgie                     | 63 – 78 | NDR      |  | Tampereen Jäähalli, Tampere |
| 7. října 1967 16:30 | Zpráva | Skóre po poločasech: 29:30 |         |          |  | Tampereen Jäähalli, Tampere |
| 7. října 1967 16:30 | Zpráva | Van Kersschaever 18        | Body    | Uhlig 23 |  | Tampereen Jäähalli, Tampere |

### O 13. místo
| 8. října 1967 11:30 | Zpráva | NDR                        | 62 – 78 | Maďarsko     |  | Tampereen Jäähalli, Tampere |
| 8. října 1967 11:30 | Zpráva | Skóre po poločasech: 35:38 |         |              |  | Tampereen Jäähalli, Tampere |
| 8. října 1967 11:30 | Zpráva | Uhlig 12                   | Body    | Prieszol (27 |  | Tampereen Jäähalli, Tampere |

### O 15. místo
| 8. října 1967 10:00 | Zpráva | Belgie                     | 92 – 77 | Nizozemsko  |  | Tampereen Jäähalli, Tampere |
| 8. října 1967 10:00 | Zpráva | Skóre po poločasech: 46:37 |         |             |  | Tampereen Jäähalli, Tampere |
| 8. října 1967 10:00 | Zpráva | Eygel 15                   | Body    | Tuinstra 15 |  | Tampereen Jäähalli, Tampere |

## Soupisky
1.  SSSR
| - Anatolij Krikun - Modestas Paulauskas - Zurab Sakandelidze | - Alžan Žarmuchamedov - Jurij Selichov - Anatolij Polivoda | - Sergej Bělov - Priit Tomson - Tõnno Lepmets | - Gennadij Volnov - Jaak Lipso - Vladimir Andrejev |

- Trenér: Alexandr Gomelskij

2.  Československo 
| - Jiří Marek - Jiří Zídek - Jan Bobrovský | - Celestín Mrázek - František Konvička - Karel Baroch | - Robert Mifka - Jiří Zedníček - Vladimír Pištělák | - Jiří Ammer - Bohumil Tomášek - Jiří Růžička |

- Trenér: Vladimír Heger.

3.  Polsko
| - Mirosław Kuczyński - Włodzimierz Trams - Czesław Malec | - Henryk Cegielski - Maciej Chojnacki - Waldemar Kozak | - Grzegorz Korcz - Bogdan Likszo - Mieczysław Łopatka | - Kazimierz Frelkiewicz - Bolesław Kwiatkowski - Zbigniew Dregier |

- Trenér: Witold Zagórski

4.  Bulharsko
| - Emil Michajlov - Slavejko Rajčev - Pando Pandov | - Christo Dojčinov - Georgi Genev - Boris Krăstev | - Minčo Dimov - Cvjatko Barčovski - Ivan Vodeničarski | - Bjančo Brănzov - Temelaki Dimitrov - Georgi Christov |

- Trenér: Kiril Chajtov.

5.  Rumunsko
| - Adolf Cernea - Gheorghe Novac - Dragoş Nosievici | - Alin Savu - Ekehardt Iecheli - Mihai Albu | - Gheorghe Barău - Nicolae Bîrsan - Cristian Popescu | - Titus Tărău - Radu Diaconescu - Horia Demian |

- Trenér: Aleandru Popescu.

6.  Finsko
| - Veikko Vainio - Kari Liimo - Uolevi Manninen | - Pertti Laanti - Martti Liimo - Kari Lahti | - Kari Rönnholm - Lars Karell - Jorma Pilkevaara | - Olavi Ahonen - Teijo Finneman - Jyrki Immonen |

- Trenér: Kalevi Tuominen.

7.  Itálie
| - Livio Paschini - Gianluigi Jessi - Carlo Recalcati | - Alberto Merlati - Giulio Iellini - Fernando Fattori | - Gabriele Vianello - Gianfranco Fantin - Massimo Masini | - Sauro Bufalini - Massimo Cosmelli - Ottorino Flaborea |

- Trenér: Carmine “Nello” Paratore.

8.  Izrael
| - Tanhum “Tani” Cohen-Mintz - Offer Eshed - Gabi Teichner | - Willie Wold - Shamuel Avishar - Igal Dar | - Abraham Gutt - Gershon Dekel - David Kaminsky | - Abraham Hoffman - Haim Starkman - Uri Stern |

- Trenér: Shimon Shelah.

9.  Jugoslávie
| - Borut Bassin - Ljubodrag Simonović - Zoran Marojević | - Dragan Kapičić - Vladimir Cvetković - Dragoslav Ražnatović | - Ratomir Tvrdić - Krešimir Ćosić - Damir Šolman | - Goran Brajković - Aljoša Žorga - Petar Skansi |

- Trenér: Ranko Žeravica.

10.  Španělsko
| - Ramón Guardiola Sáenz - Ángel Serrano Yubero - Carlos LuqueroLópez | - Enrique Margall Tauler - José Luis Sagi-Vela Fernández-Pérez - Antonio “Toncho” Nava Cano | - Emiliano Rodríguez Rodríguez - José Luis “Pepe” Laso Castejón - Alfonso Martínez Gómez | - Francisco “Nino” Buscató Durlan - José Manuel “Moncho” Monsalve Fernández - José Ramón Ramos Cecilio |

- Trenér: Antonio Díaz Miguel.

11.  Francie
| - Francis Schneider - Charles Tassin - Alain Gilles | - Jean Degros - Alain Schol - Michel le Ray | - Jean-Claude Bonato - Jean-Pierre Staelens - Michel Longueville | - Gérard Lespinasse - Claude Peter - Alain Durand |

- Trenér: Joe Jaunay.

12.  Řecko
| - Lakis Tsavas - Georgios Barlas - Kostas Politis | - Georgios Kolokythas - Christos Zoupas - Takis Maglos | - Vasilis Goumas - Stratos Bazios - Eas Larentzakis | - Kostas Diamantopoulos - Georgios Trontzos - Andreas Chaikalis |

- Trenér: Missas Pantazopoulos.

13.  Maďarsko
| - László Orbay - László Gabányi - György Pólik | - József Kovács - Gábor Kulcsár - József Prieszol | - Valér Banna - Imre Nyitrai - László Korányi | - István Halmos - Ödön Lendvay - Tibor Kangyal |

- Trenér: János Szabó.

14.  NDR
| - Hans-Joachim Kirstein - Eckehardt Wendt - Herbert Kulik | - Berndt Prall - Volkhardt Uhlig - Hans-Joachim Flau | - Gerd Höhne - Detlef Knoll - Günther Adam | - Wolfgang Jahn - Karl-Friedrich Stahl - Dieter Schulze |

- Trenér: Werner Krüger.

15.  Belgie
| - Camille Dierck - Willy Ivens - Joseph “Jef” Eygel | - René Aerts - Lucien Michelet - Robert van Herzele | - Raoul Schoeters - John Loridon - Willy d’Hondt | - Lucien van Kersschaever - Étienne Geerts - Alfons Declerck |

- Trenér: René Mol.

16.  Nizozemsko
| - Peter Rijsewijk - Ton Boot - Jan Bruin | - Frank Kales - Ton van der Kroon - Karel Pastor | - Karel Vrolijk - Erik Jager - Roel Tuinstra | - Erik van Woerkom - Frans de Haan - Freek Witte |

- Trenér: Egon Steuer.

## Konečné pořadí
| Pořadí           | Tým            | Z | V | P | Skóre   | B  |
| ---------------- | -------------- | - | - | - | ------- | -- |
| Zlatá medaile    | SSSR           | 9 | 9 | 0 | 837:576 | 18 |
| Stříbrná medaile | Československo | 9 | 7 | 2 | 709:619 | 16 |
| Bronzová medaile | Polsko         | 9 | 7 | 2 | 702:669 | 16 |
| 4.               | Bulharsko      | 9 | 4 | 5 | 630:635 | 13 |
| 5.               | Jugoslávie     | 9 | 6 | 3 | 699:599 | 15 |
| 6.               | Španělsko      | 9 | 3 | 6 | 698:775 | 12 |
| 7.               | Francie        | 9 | 4 | 5 | 565:624 | 13 |
| 8.               | Řecko          | 9 | 3 | 6 | 613:682 | 12 |
| 9.               | Rumunsko       | 9 | 6 | 3 | 617:618 | 15 |
| 10.              | Finsko         | 9 | 6 | 3 | 616:580 | 15 |
| 11.              | Itálie         | 9 | 5 | 4 | 621:615 | 14 |
| 12.              | Izrael         | 9 | 4 | 9 | 626:660 | 13 |
| 13.              | Maďarsko       | 9 | 4 | 9 | 572:597 | 13 |
| 14.              | NDR            | 9 | 2 | 7 | 575:613 | 11 |
| 15.              | Belgie         | 9 | 2 | 7 | 655:736 | 11 |
| 16.              | Nizozemsko     | 9 | 0 | 9 | 602:738 | 9  |